# Sebastian Koch
Sebastian Koch (Karlsruhe, 31 mei 1962) is een Duits acteur.
Koch studeerde van 1982 tot 1985 aan de Otto-Falckenberg-Schule in München en speelde toen in Theater der Jugend.
Nadat hij in 1997 Andreas Baader in Heinrich Breloers docudrama Todesspiel had gespeeld, was hij in meerdere televisiefilms te zien. In 2006 speelde hij in de met een Oscar bekroonde film Das Leben der Anderen over de Oost-Duitse Stasi. In 2006 was hij de tegenspeler van Carice van Houten in de film Zwartboek, tussen Koch en Van Houten sloeg de vonk over tijdens de opnames van Zwartboek, hun relatie heeft drie jaar geduurd.
Hij had kortstondige optredens in onder meer de tv-politieseries Tatort (1987), Der Fahnder (1990), Ein Fall für zwei (1990 en 1993), Derrick (1994) en Der Alte (1988 en 1994).

## Filmografie
- 1986: Reschkes großer Dreh (tv)
- 1987: Tatort – Die Macht des Schicksals (tv)
- 1987: Der Alte – (aflevering 124: Kein gutes Ende)
- 1988: Der Liebe auf der Spur (tv)
- 1990: Ein Fall für zwei: Der zweite Mann
- 1990: Der Fahnder (tv)
- 1991: Transit
- 1991: Der Tod kam als Freund (tv)
- 1992: Cosimas Lexikon
- 1993: Ein Fall für zwei – Eine seltsame Zeugin (tv)
- 1993: Ein unmöglicher Lehrer (tv)
- 1993: Hecht & Haie (tv)
- 1993: Im Himmel hört dich niemand weinen
- 1993: Das Sahara-Projekt (tv)
- 1994: Der Mann mit der Maske (tv)
- 1994: Ein starkes Team (tv)
- 1994: Wolffs Revier (tv)
- 1994: Derrick – Abendessen mit Bruno (tv)
- 1994: Freundinnen (tv)
- 1994: Ein starkes Team – Gemischtes Doppel (tv)
- 1994: Rosa Roth – In Liebe und Tod (tv)
- 1995: Flirt
- 1995: Hart aber herzlich – Max’ Vermächtnis (tv)
- 1995: Schrecklicher Verdacht (tv)
- 1995: Blutige Spur (tv)
- 1995: Alles außer Mord – Das Kuckucksei (tv)
- 1996: Die brennende Schnecke (tv)
- 1996: Ein fast perfekter Seitensprung
- 1996: Zwei vom gleichen Schlag (tv)
- 1996: Fähre in den Tod (tv)
- 1996: Die Nacht hat 17 Stunden (tv)
- 1996: Die Männer vom K3 – Kurz nach Mitternacht (tv)
- 1996: Die Elsässer (tv-meerdeler)
- 1996: Der Mörder und die Hure (tv)
- 1996: Ärzte: Schattenzone (tv)
- 1997: Woanders scheint nachts die Sonne (tv)
- 1997: Todesspiel (tv)
- 1997: Bella Block: Geldgier (tv)
- 1997: Ende einer Leidenschaft (tv)
- 1997: Gewagtes Spiel (tv)
- 1997: Hilfe, meine Frau heiratet (tv)
- 1997: Hollister (tv)
- 1997: Schimanski – Hart am Limit (tv)
- 1997: Tödlicher Duft (tv)
- 1997: High (kort)
- 1998 Koerbers Akte: Rollenspiel (tv)
- 1998: Der Rosenmörder (tv)
- 1999: Ein Lied von Liebe und Tod – Gloomy Sunday
- 1999: Schwarzes Blut (tv)
- 1999: Die Rache der Carola Waas (tv)
- 1999: Anwalt Abel – Die Mörderfalle (tv)
- 1999: Das Tal der Schatten (tv)
- 1999: Der Mörder meiner Mutter (tv)
- 1999: Du gehörst mir! (tv)
- 1999: L'histoire du samedi (tv)
- 1999: Maître da costa (tv)
- 2000: Die Rückkehr des schwarzen Buddha (tv)
- 2001: Der Tanz mit dem Teufel – Die Entführung des Richard Oetker(tv)
- 2001: Der Tunnel (tv)
- 2001: Die Manns – Ein Jahrhundertroman (tv)
- 2001: Nanà (tv)
- 2002: Der Stellvertreter (Amen)
- 2002: Napoléon (tv-meerdeler)
- 2002: Tauerngold (tv)
- 2002: Kollaps
- 2002: Amen.
- 2003: Das fliegende Klassenzimmer
- 2003: Zwei Tage Hoffnung (tv)
- 2003: Der letzte Zeuge (tv)
- 2004: Marie und Freud (tv)
- 2004: Stauffenberg (tv)
- 2004: Tödlicher Umweg
- 2004: Remember (kort)
- 2005: Speer und Er (tv)
- 2005: Sperling und die Katze in der Falle (tv)
- 2006: Zwartboek
- 2006: Das Leben der Anderen
- 2006: Die Muschelsucher (tv)
- 2007: Rennschwein Rudi Rüssel 2
- 2007: Auf dem Vulkan (tv)
- 2008: In jeder Sekunde
- 2009: Effi Briest
- 2009: Der Seewolf (Sea Wolf; tv)
- 2011: Manipulation
- 2011: Camelot (tv)
- 2011: Bella Block – Stich ins Herz (tv)
- 2011: Unknown
- 2011: Terra X Superbauten (tv)
- 2011: Albatross
- 2012: Das Wochenende
- 2012: In the Shadow (Ve stínu)
- 2012: Gott liebt Kaviar (O Theós agapáei to chaviári)
- 2012: Suspension of Disbelief
- 2013: A Good Day to Die Hard
- 2013: The Vatican
- 2013: Oktober November
- 2013: Die Galapagos-Affäre – Satan kam nach Eden
- 2014: Eine Liebe für den Frieden – Bertha von Suttner und Alfred Nobel (tv)
- 2015: The Danish Girl
- 2015: Bridge of Spies
- 2015: Homeland (tv, 10 episoden)
- 2016: Take Down
- 2016: Nebel im August
- 2016: Im Namen meiner Tochter – Der Fall Kalinka (Au nom de ma fille)
- 2017: Homeland (episode 6x01)
- 2018: Werk ohne Autor
- 2018: Die Geiselnahme (Bel Canto)
- 2019: Der Name der Rose
- 2020: Schatten der Mörder – Shadowplay (televisieserie)
- 2021: Der Karneval der Tiere – Ein Musikstück erzählt (tv, Sprecher)
- 2022: Euer Ehren (tv)
- 2024: Máxima - Claus van Amsberg (tv)

## Theater
- 1986–1990: Schauspielhaus Darmstadt
  - Maria Magdalena van Friedrich Hebbel, rol: Leonhard, regie: Hannelore Hoger
  - Liebelei van Arthur Schnitzler, rol: Fritz, regie: Elke Lang
  - Leonce und Lena van Georg Büchner, rol: Leonce, regie: Jens Pesel
  - Frühlings Erwachen van Frank Wedekind, rol: Melchior Gabor, regie: Ansgar Haag
  - Sommergäste van Maxim Gorki, rol: Wlas, regie: Eike Grammss
  - Peer Gynt van Henrik Ibsen, rol: Peer Gynt, regie: Jens Pesel
  - Blind Date van Mark Horowitz, rol: George, regie: Götz Burger
- 1990–1993: Staatliche Bühnen Berlin
  - Die Räuber van Friedrich Schiller, regie: Alexander Lang
  - Iphigenie Johann Wolfgang van Goethe, rol: Orest, regie: Alexander Lang
  - Dirty Dishes van Nick Whitby, rol: Charly / James, regie: Katja Paryla
  - Whistle in the Dark van Tom Murphy, rol: Harry, regie:Peer Martiny
  - Held des Tages van Alan Ayckbourn, rol: Ashley, regie: Niels-Peter Rudolph
- 2006: Schauspielhaus Bochum
  - Ein idealer Gatte van Oscar Wilde, rol: Lord Goring, regie: Armin Holz

## Discografie/luisterboeken
- 2001: Der Tunnel van Johannes W. Betz, met Sebastian Koch, Alexandra Maria Lara e.a., Bücher zum Hören
- 2002: Ein perfekter Freund van Martin Suter, Hörbuch Hamburg (2007 ook in de Brigitte Hörbuch-Edition Starke Stimmen. Die Männer, Random House Audio)
- 2003: Überall ist Wunderland, Gedichte van Joachim Ringelnatz, gelezen door Sebastian Koch, Hannelore Elsner, Otto Sander e.a., Verlag Kreuz
- 2005: Böse Nacht-Geschichten. Mords Kerle. voorlezingen met muziek, gelezen door Sebastian Koch, Axel Milberg, Bela B., Steffen Wink e.a., DHV der Hörverlag
- 2006: Robert und Clara Schumann. Songs and Letters, geselecteerde brieven voorgelezen door Sebastian Koch en Martina Gedeck.. Myrten Op. 25: Diana Demrau (sopraan), Iván Paley (tenor), S.M. Lademann (piano). Telos Music, Solo Musica
- 2006: Traumnovelle van Arthur Schnitzler, SZ Bibliothek der Erzähler
- 2006: Andenken van Lars Brandt, Hörbuch Hamburg
- 2006: Ich liebe dich. Prominente Stimmen lesen Liebeslyrik großer Dichter. Gelezen door Sebastian Koch, Monica Bleibtreu, Eva Mattes, Konstantin Wecker e.a., Hörbuch Hamburg
- 2007: Die Schwarze Dame van Stephen L. Carter, Hörbuch Hamburg
- 2007: Sebastian Koch liest Casanova. Bellino van Giacomo Casanova, Langen Müller
- 2007: Ein Schmatz vom Ringelnatz: Gedichte von Joachim Ringelnatz, gelezen door Sebastian Koch, Hannelore Elsner e.a., Verlag Kreuz (2012 ook bij Herder)
- 2009: Der Seewolf van Jack London, Random House Audio
- 2009: Effi Briest. Original-Hörspiel zum Film, van Regina Carstensen gebaseerd op het scenario door Volker Einrauch, regie: Hermine Huntgeburth, Hörbuch Hamburg
- 2011: Festspiel der deutschen Sprache 5. Kabale und Liebe von Friedrich Schiller. Een opgevoerde lezing. Opname van de voorstelling op 10 september 2010 in het Goethe-Theater Bad Lauchstädt, met Sebastian Koch, Edda Moser e.a., Lübbe Audio
- 2012: Sebastian Koch liest aus Briefen und Reden von Theodor Heuss. Cherbuliez Productions, Gauting-Buchendorf, ISBN 978-3-9814774-1-2. 110 min, 2 CD.
- 2014: Am zwölften Tag van Wolfgang Schorlau, Brigitte Hörbuch-Edition: Die Krimis – Gefährlich nah, Random House Audio
- 2014: Letters of Note – Briefe, die die Welt bedeuten, gelezen door Sebastian Koch, Iris Berben e.a., Random House Audio
- 2015: Das Fest der Bedeutungslosigkeit van Milan Kundera, DHV der Hörverlag
- 2016: Suchers Leidenschaften: Heinrich Heine. Eine Einführung in Leben und Werk von C. Bernd Sucher, gelezen door Sebastian Koch en C. Bernd Sucher, Argon Verlag
- 2016: Und lauscht hinaus den weißen Wegen. Weihnachten mit Sebastian Koch van div., Der Audio Verlag
- 2020: Ferdinand der Stier von Munro Leaf und Der Löwe auf dem Dachboden van Ute Krause, Diogenes Verlag